# 니샤롄
니샤롄(룩셈부르크어: Ni Xia Lian, 중국어 간체자: 倪夏莲, 정체자: 倪夏蓮, 병음: Ní Xiàlián, 한자음: 예하련, 1963년 7월 4일~)은 중화인민공화국 출신 룩셈부르크의 탁구 선수이다. 1980년대에 중화인민공화국 탁구 국가대표로 활동하여 세계 선수권 대회에서 메달 4개를 획득했다. 중화인민공화국 국가대표 은퇴 후 독일에서 활동하다가 1991년 룩셈부르크에 정착하여 룩셈부르크 탁구 국가대표가 되었다. 룩셈부르크 국가대표 선수로서 올림픽에 5회 참가했고 세계 선수권 대회에서 동메달 1개를 획득했다.
대한민국에서는 이름 'Ni Xia Lian'을 룩셈부르크어식으로 읽은 니 시아 리안으로도 알려져 있다.

## 경력
1963년 중화인민공화국 상하이에서 태어나 7살에 탁구를 시작했다. 1976년 상하이 체육학교에 입학했으며, 1978년에 학교를 졸업하고 상하이 탁구단에 입단했다. 이후 1979년 중화인민공화국 국가대표로 발탁되었으나 국제 대회에 출전하지 못했으며 1983년에 처음으로 국제 대회에 출전했다. 그 해 4월에 도쿄에서 열린 1983년 세계 선수권 대회에 중화인민공화국 대표로 참가하여 궈웨화와 함께 혼합 복식 종목 금메달을 획득했고 단체전에서도 금메달을 획득했다. 차오옌화와 함께 여자 복식에서 동메달을 획득했다. 
이듬해인 1984년 12월에는 인도 뉴델리에서 열린 1984년 아시안컵에 참가했으며 여자 단식에서 대표팀 동료인 퉁링의 뒤를 이어 은메달을 획득했다. 이후 1985년 3월에는 스웨덴 예테보리에서 열린 1985년 세계 선수권 대회에 참가했다. 단식에서는 네덜란드의 베티너 프리세코프를 꺾고 8강에 올랐으나 대표팀 동료인 치바오샹에게 패하면서 탈락했고 복식에서는 차오옌화와 함께 다이리리와 겅리쥐안 조의 뒤를 이어 은메달을 획득했다. 9월에는 싱가포르에서 열린 1985년 아시안컵 여자 단식에서는 자오즈민의 뒤를 이어 은메달을 획득했다.
니샤롄은 1986년 중화인민공화국 탁구 국가대표에서 은퇴한 뒤 1989년에 독일로 이주하여 당시 2부 리그 탁구팀인 바이어 위어딩겐 탁구단에 입단하여 활동했다. 1990년에는 룩셈부르크로 이주하여 현지 탁구팀인 에텔브뤼크 팀에 입단하여 남자 선수들과 함께 활동했고 1991년 룩셈부르크 국적을 취득했다. 같은 해에 룩셈부르크 국가대표 선수로 발탁되었으며 그 해 5월 일본 지바에서 열린 1991년 세계 선수권 대회에 참가하여 룩셈부르크 국가대표로서 첫 국제 대회에 참가했다. 니샤롄은 이 대회에서 여자 단식과 미셸 팔레르와 함께 참가한 복식에서 64강에 올랐고 크리스티안 샤우스와 함께 참가한 혼합복식에서는 1회전에 탈락했다. 또한 단체전에 팔레르, 페기 레겐베터, 수잔 벤첼과 함께 참가했으며 27위에 올랐다.
1993년 5월에 다시 룩셈부르크 국가대표로 복귀한 니샤롄은 스웨덴 예테보리에서 열린 1993년 세계 선수권 대회에 참가했다. 여자 단식에서 프랑스의 로젠 이켈를 꺾으며 64강에 올랐으며 64강에서 중국의 천쯔허에게 패하여 탈락했다. 팔레르와 함께 참가한 여자 복식 경기에서는 슬로바키아와 캐나다를 꺾고 16강에 진출했으며 16강에서 헝가리의 엘로 비비엔과 토트 크리스티너 조에게 패했다. 2년 후인 1995년 5월 중화인민공화국 톈진에서 열린 1995년 세계 선수권 대회에 참가했고 여자 단식에서 브라질의 모니카 도치를 꺾으며 64강에 올랐고 64강에서 중국의 양잉에게 패해 탈락했다.
2008년 8월 니샤롄은 베이징에서 열린 2008년 하계 올림픽에 참가했다. 여자 단식 3라운드까지 진출하였고, 2012년 하계 올림픽에는 여자 단식 경기에 출전하여 2라운드까지 진출하였으나, 2라운드에 미국의 16세 탁구 선수인 아리엘 싱에 4-2로 패배하였다.
2016년 하계 올림픽에는 여자 단식 경기에 룩셈부르크 대표로 출전하였으며, 3라운드에서 싱가포르의 펑톈웨이에 4-2로 패배하였다. 대회 폐막식에서 룩셈부르크의 기수로 출전하였다.
2021년 7월 일본 도쿄에서 열리는 2020년 하계 올림픽 출전 자격을 얻은 니샤롄은 58세의 나이로 올림픽 탁구 역사상 최고령 선수가 되었다. 여자 단식 2라운드에서 대한민국의 17세 탁구 선수인 신유빈과 맞붙게 되면서 올림픽에서 가장 나이차가 많이 나는 선수의 대결(41년 1일)이 진행되었고 그녀는 대한민국 언론에서 화제가 되었다. 니샤롄은 신유빈에 4-3으로 패배하면서 2라운드에서 대회를 마감하였다.
도쿄 올림픽 이후 11월에 미국 보스턴에서 열린 2021년 세계 선수권 대회에 참가했다. 그녀는 단식에서 이탈리아의 야밀라 라우렌티와 크로아티아의 이바나 말로바비치를 꺾었고 3회전에서 중국의 왕이디에게 패했다. 사라 드 뉘트와 함께 출전한 여자 복식에서는 캐나다, 중화 타이베이, 홍콩, 인도를 차례로 꺾으며 4강에 진출했고 4강에서 중국의 천멍과 첸톈이 조에게 패해 동메달을 획득했다. 니샤롄은 이 대회에서 동메달 1개를 획득하면서 룩셈부르크 국가대표 선수가 된 후 36년만에 처음으로 세계 선수권 대회 메달을 획득했고, 1939년 대회 이후 82년 만에 룩셈부르크의 세계 탁구 선수권 대회 메달리스트가 되었다.
니샤롄은 2024년 7월에 프랑스 파리에서 열린 2024년 하계 올림픽에 참가했고 개막식 당시 육상 선수인 보프 베르테머스와 룩셈부르크 선수단 기수를 맡았다. 그녀는 여자 단식 첫 상대인 튀르키예의 시벨 알틍카야를 꺾었으며 32강 상대인 중국의 쑨잉사에게 패하여 대회를 마쳤다.

## 개인사
유럽 생활 중에 만난 스웨덴 출신 룩셈부르크의 탁구 선수, 지도자인 토미 다니엘손과 결혼했다. 다니엘손은 룩셈부르크 탁구 대표팀 코치이자 니샤롄의 개인 코치겸 훈련 파트너이다. 두 사람 사이에는 두 자녀가 있다.